# Calamomyia phragmites
Calamomyia phragmites är en tvåvingeart som först beskrevs av Ephraim Porter Felt 1936.  Calamomyia phragmites ingår i släktet Calamomyia och familjen gallmyggor. Inga underarter finns listade i Catalogue of Life.